# Montégut-Savès
Montégut-Savès è un comune francese di 74 abitanti situato nel dipartimento del Gers nella regione dell'Occitania.

## Società

### Evoluzione demografica
Abitanti censiti